# Te de bombolles
El te de bombolles, també conegut pel seu anglicisme bubble tea o també com a boba, és una beguda de te dolç aromatitzada inventada a Taiwan a principis de la dècada de 1980. Encara que les receptes varien, la majoria d'elles tenen una base de te barrejada amb fruita (o xarop de fruita) o llet, existint també versions granissades, normalment amb sabor de fruita.
Aquests tes s'agiten per barrejar els ingredients, la qual cosa crea una escuma per damunt en algunes varietats. És freqüent que el te amb bombolles contingui boletes o perles de tapioca anomenades babau de les quals prové el seu nom. Aquestes perles, que en molts casos també poden estar fetes de gelatina, s'assenten en el fons de la beguda, tenen gust de fruites i es xuclen juntament amb la beguda amb unes llargues palletes gruixudes.
Hi ha moltes variants de la beguda, segons el tipus de te usat i els ingredients afegits. Els tipus més populars són el te vermell amb bombolles (xinès tradicional: 泡沫紅茶, pinyin: pào mò hóng chá, literalment «te vermell amb escuma»), el te verd amb bombolles (xinès tradicional: 泡沫綠茶, pinyin: pào mò lǜ chá) i el te oolong amb bombolles ((xinès): 泡沫乌龙茶, pinyin: pào mò wū lónɡ chá). Anomenem ´zhēn zhū´ (珍珠) a les boles de tapiocas o mandiocas, normalment s'unten amb mel o fructosa abans d'afegir-les a la beguda.
Els Bubble Teas es distingeixen per la seva base: els que tenen base de te, els que porten llet o iogurt o solament de suc fruita. No obstant això, alguns establiments serveixen mescles. Els tes amb llet poden fer-se amb derivats làctics o amb succedanis. Algunes varietats més saludables fetes íntegrament de fruita amb perles, així com batent gelat. Algunes cafeteries ofereixen edulcorants alternatius, com a mel, atzavara, estèvia i aspartam.